# Wii
De Wii (uitspraak: Wie) is een spelcomputer die werd uitgebracht door Nintendo. De spelcomputer stond eerder bekend onder de codenaam Nintendo Revolution. De Wii is de officiële opvolger van de Nintendo GameCube. De naam Wii staat voor het Engelse woord we wat wij in het Nederlands betekent.
Het opvallendste en bekendste element aan de spelcomputer van Nintendo is volgens velen de controller (de hardware die men in de hand heeft om spellen te besturen), de zogenaamde "Wii-afstandsbediening". Op 16 september 2005 werd de controller van de Wii in Japan onthuld, die lijkt op een afstandsbediening, maar toch heel andere functies heeft.
Wii is achterwaarts compatibel met Nintendo GameCube-spellen: ook deze kunnen gespeeld worden op de Wii, de nieuwere versies van de Wii ondersteunden dit echter niet meer. Daarnaast is het ook mogelijk om via een downloadsysteem, genaamd Virtual Console, NES-, SNES-, Nintendo 64-, Sega Mega Drive-, PC Engine/TurboGrafx- en MSX-spellen te spelen. De releasedata waren 19 november 2006 voor de Verenigde Staten, 2 december 2006 voor Japan, 7 december 2006 voor Australië en 8 december 2006 voor Europa. In Amerika en Europa werd het spel Wii Sports standaard bij de spelcomputer geleverd.
In augustus 2007 heeft de Wii de eerste plaats in de verkopen (van spelcomputers uit de zevende generatie) overgenomen van de Xbox 360. Tegen 20 augustus 2013 waren wereldwijd meer dan 100 miljoen Wii's verkocht.
Nintendo kwam eind 2011 met de Wii Family Edition die met een sportpakket werd geleverd en ook in een zwarte uitvoering verkrijgbaar was. De achterwaartse compatibiliteit met de GameCube werd geschrapt. De Wii Mini kwam voor het eerst uit op 7 december 2012 in Canada, en later op 22 maart 2013 in Europa en 17 november 2013 in de Verenigde Staten. De Wii Mini heeft een rood met zwart ontwerp gekregen, en werd op de markt gebracht als budgetmodel, waarbij het alleen Wii-schijfjes kan afspelen.
De Wii werd eind 2012 opgevolgd door de Wii U. Op 20 oktober 2013 maakte Nintendo bekend de productie van de Wii te zullen stoppen. Sindsdien was alleen de Wii Mini nog te koop waarvan de productie stopte op 13 november 2017.

## Afstandsbediening

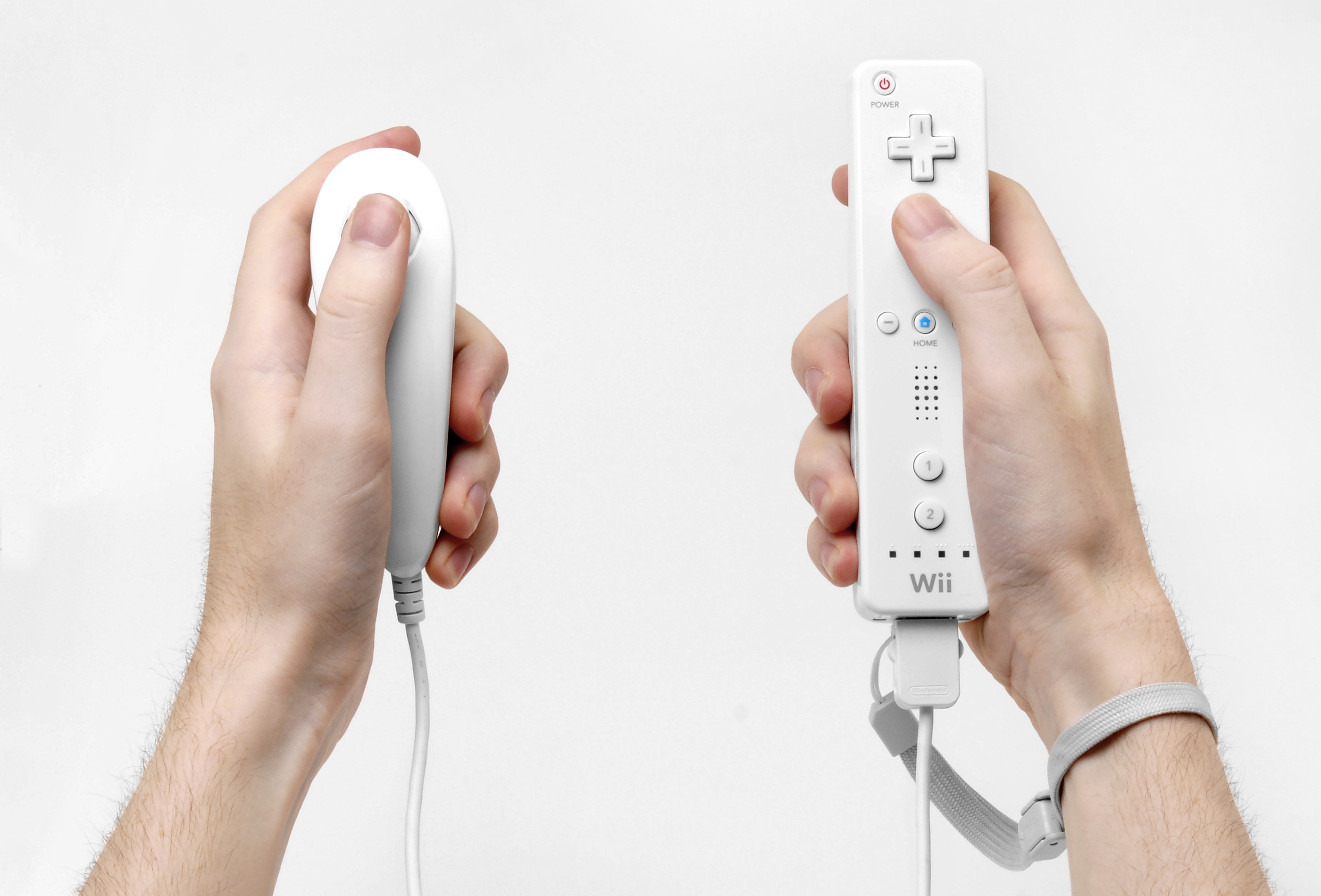
Wiimote en Nunchuk in beide handen.

De Wii-afstandsbediening (officiële naam is Wii Remote) is een spelbesturingsapparaat die op het eerste gezicht doet denken aan een doodgewone afstandsbediening van bijvoorbeeld een televisie. Hij dient in één hand vastgehouden te worden. Het meest (destijds) vernieuwende van de Wii-afstandsbediening is dat hij bewegings- én positiegevoelig is. Via verschillende sensoren wordt de stand van de Wii-afstandsbediening en de positie ten opzichte van (een sensorbar bij) de televisie gemeten. De spelcomputer weet dus waar de controller zich bevindt en ook hoe die vastgehouden wordt (schuin of recht). Hiermee wordt het mogelijk om computerspellen niet alleen met de knoppen te besturen, maar ook en vooral met bewegingen van de controller.
Zo is er Wii Sports, waarin de speler de controller beweegt als onder andere een tennisracket. Andere voorbeelden: de controller als drumstok in een drumspel, als golfclub of honkbalknuppel, als vishengel, als zwaard en schild in The Legend of Zelda: Skyward Sword, als autostuur in een racespel (mogelijk in onder andere Mario Kart Wii) of zelfs als dirigeerstok. Een andere belangrijke toepassing is die in first-person shooters (schietspel waarbij men uit de ogen van de hoofdpersoon kijkt) en de controller kan gebruiken om te richten en te schieten zoals met een (3D-)muis.
Een andere bijzonderheid aan de controller is dat er een luidspreker in verwerkt is, waarmee spellenmakers gemakkelijker 3D-geluiden kunnen genereren. Zo is het mogelijk, bijvoorbeeld in The Legend of Zelda: Twilight Princess, het geluid van een pijl van de controller naar de televisie te horen gaan. Men hoort dan eerst het geluid van een vertrekkende pijl uit zijn controller, en vervolgens hoort men diezelfde pijl een vijand op de televisie raken, en lijkt het dus of de pijl door de kamer suist. Als kritiekpunt werd de uitermate lage kwaliteit van de speaker genoemd, waardoor die illusie een beetje verpest wordt. De Wii-afstandsbediening bevat ook een trilfunctie en bevat acceleratiesensoren die kunnen detecteren hoe snel en in welke richting de controller wordt bewogen.
Voor complexere spellen kan de Nunchuk aan de controller vastgeklikt worden. De Nunchuk is de tweede controller die bij de Wii standaard wordt meegeleverd. Dit biedt mogelijkheden voor onder andere complexere spellen, maar ook voor bijvoorbeeld Wii Sports, waar de Nunchuk en de Wii-afstandsbediening kunnen worden gebruikt om mee te boksen.
Niet alle spellen zullen overigens gebruik hoeven te maken van de vernieuwende controller. Spellenmakers kunnen, als ze dit willen, spellen ook op een traditionele manier maken. Super Smash Bros. Brawl wordt hier een voorbeeld van (al kan men ook met de Wii-afstandsbediening spelen).

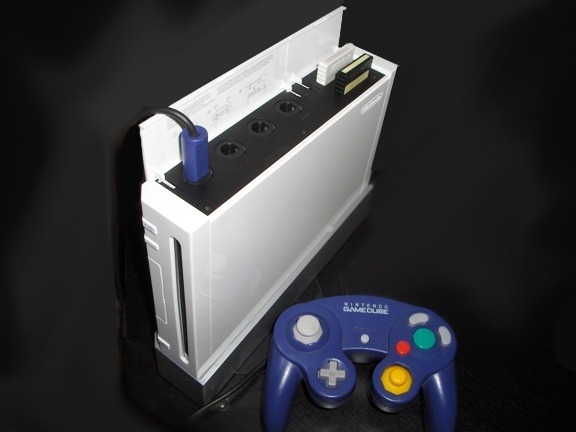
Op de Wii kunnen ook Nintendo GameCube-spellen gespeeld worden. De controller en Memory Card worden dan aan de bovenkant aangesloten.

Nintendo had voor de Wii ook een tweehandige 'traditionele controller' beschikbaar die op een meer gebruikelijke manier vastgehouden en bediend wordt en tevens als vervangende controller dient voor oudere spellen via Virtual Console. Ook kunnen GameCube-controllers aangesloten worden op de Wii.
Op E3 2006 werd een prototype van een pistoolvormige controlleruitbreiding getoond, waarin de Wii-afstandsbediening werd aangesloten. Uitgever Ubisoft heeft via het Thrustmaster-merk een miniatuurstuurwiel ontwikkeld waar de afstandsbediening in kan worden gezet; het wordt gratis verstrekt bij bepaalde games. Ook bij Mario Kart Wii (Mario racespel) kan men een 'stuurtje' kopen waar de Wii-afstandsbediening in kan geklikt worden.
De Wii-afstandsbediening heeft tevens een (klein) intern geheugen van 6 kB. Dit geheugen kan gebruikt worden om bijvoorbeeld zelfgemaakte Mii's (een kleine personage, of avatar dat de speler zelf aankleedt en vormgeeft.) op te slaan en die uit te wisselen met andere Wii-systemen. De Mii wordt vaak gebruikt in minigames, of kan als nevenpersonage in een spel functioneren. Voorbeelden van de spellen waar de Mii de hoofdrol heeft zijn Wii Sports, Wii Party en Wii Play.

## Wii-kanalen
Als de Wii wordt opgestart komt er een speciaal menu in beeld dat bestaat uit verschillende vakjes, ook wel Wii-kanalen genoemd. Sommige van deze kanalen, zoals het het weer-, nieuws-, internet-, winkel-, enquête- en wedstrijdkanaal, vereisen een internetverbinding.

## Lanceertitels
De spellen die in Europa uitkwamen tijdens de lancering van de Wii zijn:
- Call of Duty 3
- Cars
- Pinball Hall of Fame: The Gottlieb Collection
- GT Pro Series
- Happy Feet
- The Legend of Zelda: Twilight Princess
- Madden NFL 07
- Monster 4x4: World Circuit
- Need for Speed: Carbon
- Open Season
- Rampage: Total Destruction
- Rayman Raving Rabbids
- Red Steel
- SpongeBob SquarePants: Creatuur van de Krokante Krab
- Super Fruit Fall
- Super Monkey Ball: Banana Blitz
- Tony Hawk's Downhill Jam
- Wii Play
- Wii Sports (als bundel)

## Virtual Console
De Wii is in staat om bepaalde spellen van vroegere Nintendoconsoles, namelijk de NES, SNES en Nintendo 64, te emuleren. Daarnaast zijn ook bepaalde Sega Mega Drive, PC Engine/TurboGrafx, Neo-Geo en MSX-spellen beschikbaar. Deze spellen moeten eerst via het winkelkanaal in combinatie met een creditcard of Wii Points Card worden aangeschaft. Er gingen geruchten dat er via een downloadservice nieuwe spellen gedownload konden worden, en dat er nieuwe spelcomputers werden toegevoegd aan deze dienst. Zo heeft Nintendo al eens toegezegd MSX-spellen te zullen aanbieden, maar deze spellen zijn niet buiten Japan beschikbaar geweest.
Games worden verkocht voor Wii-Points. 1 Wii-Point kost 1 eurocent. De prijzen per console waren als volgt:
- Nintendo Entertainment System: 500 Wii-Points (€ 5)
- TurboGrafx: 600 Wii-Points (€ 6)
- Super Nintendo Entertainment System: 800 Wii-Points (€ 8)
- Sega Mega Drive: 800 Wii-Points (€ 8)
- Nintendo 64: 1000 Wii-Points (€ 10)
- MSX: 800 Wii-Points (€ 8)
- Neo-Geo: 900 Wii-Points (€ 9)
- Commodore 64: 500 Wii-Points (€ 5)
- Sega Master System: 500 Wii-Points (€ 5)

Uitzonderingen voor bepaalde spellen zijn mogelijk. Punten kunnen los worden aangeschaft in de winkel met een Wii Points Card voor € 20 (2000 punten). Deze kan via het Winkelkanaal verzilverd worden, tot een maximumaantal van 10.000 punten (€ 100).
De Virtual Console is regiogebonden. Iemand in Europa kan met een Europese versie van de Wii alleen spellen downloaden die voor Europa bedoeld zijn, en geen spellen uit andere regio's. Dit kan ook niet als men de taal van zijn Wii verandert, het winkelkanaal kijkt naar de firmware op de Wii.
De GameCube-controller kan gebruikt worden voor de Virtual Console, maar levert in sommige situaties een onpraktische knoppenindeling op. De traditionele controller kan niet gebruikt worden voor GameCube-spellen, maar wel voor elk Virtual Console-spel. NES-spellen, TurboGrafx-spellen, MSX-spellen, Neo-Geo-spellen en bepaalde Mega Drive-spellen kunnen eventueel ook worden gespeeld met de standaard Wii-afstandsbediening. Deze zal hiervoor 90 graden gekanteld moeten worden.
Virtual Console-spellen zijn niet op een andere Wii te spelen dan het systeem waar het spel op gedownload is. Als een Virtual Console-game verwijderd is of na een systeemfout onspeelbaar blijkt, kan het spel opnieuw worden gedownload. Let wel dat dit onmogelijk is als alle gegevens op de Wii zijn gewist via het Wii-instellingenmenu.
Voor Virtual Console in Europa zijn onder meer verkrijgbaar:
- NES
- SNES
- Nintendo 64
- Sega Mega Drive
- TurboGrafx-16
- MSX
- Neo-Geo

De Virtual Consoles die ook met de Wii-remote te spelen zijn:
- NES
- Sega Mega Drive
- TurboGrafx-16

Op 23 februari 2007 is bekendgemaakt dat de MSX en Neo-Geo ook werden toegevoegd aan de lijst met Virtual Console-games. Om Virtual Console-spellen te kunnen downloaden is het vereist om een breedbandinternetverbinding te hebben en een router met wifi-verbinding. Eventueel kon een Nintendo Wifi-USB-connector worden aangeschaft.

## Specificaties
- CPU: IBM PowerPC "Broadway", kloksnelheid van 729 MHz
- Grafische processor: ATI "Hollywood", kloksnelheid van 243 MHz
- Geheugen: 88 MB GDDR3 SDRAM
- Opslag: 512 MB intern flash-geheugen
SD kaart, USB opslag
- Geluid: stereo met Dolby Pro Logic II-ondersteuning
- Media: optische schijf (Wii en GameCube), digitale distributie
- Connectiviteit:
  - Wi-Fi 802.11 b/g
  - twee USB 2.0-poorten
  - SD-geheugenkaart-sleuf[2]
  - 4 poorten voor GameCube-controllers en 2 sleuven voor GameCube-geheugenkaarten
- Multi-AV-uitgang, voor component, composiet en scart
- Beeldresolutie: 576i, 480p en 480i, beeldverhoudingen 4:3 en 16:9
- Energieverbruik: maximaal 18 watt
- Afmetingen: 157 × 196,9 × 60,3 mm (b × d × h)
- Gewicht: 1,2 kg[3]

Nintendo's oud-directeur van Amerika, Reggie Fils-Aime, heeft in 2007 bevestigd dat er geen Wii met dvd-speler op de markt zal komen in Japan, Amerika en Europa.

## Andere uitvoeringen

### Family Edition
Nintendo kwam in oktober 2011 met de Wii Family Edition (modelnummer RVL-101), een goedkopere uitvoering waarbij de achterwaartse compatibiliteit met de GameCube werd geschrapt. De aansluitingen voor de GameCube-controllers en geheugenkaartjes ontbreken, evenals een standaard zodat de spelcomputer als tafelmodel kan worden geplaatst. De Wii Family Edition werd gebundeld met een Wii Remote Plus, de spellen Wii Party en Wii Sports. Het werd ook als zwarte uitvoering verkrijgbaar met het spel New Super Mario Bros. Wii, en in een blauwe kleur met Mario & Sonic op de Olympische Spelen: Londen 2012.

### Wii Mini

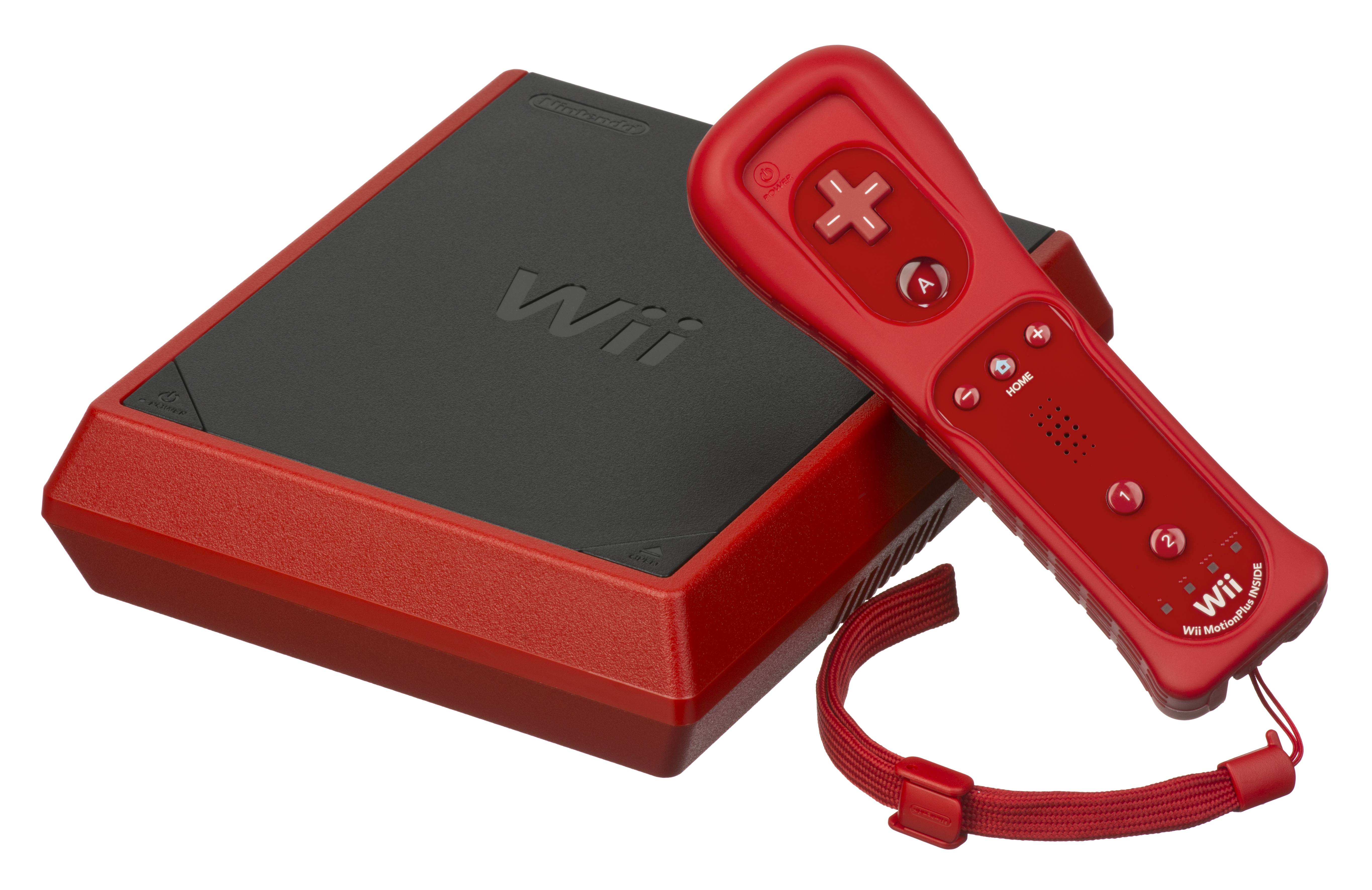
De Wii Mini

Op 7 december 2012 lanceerde Nintendo in Canada en Europa de Wii Mini (modelnummer RVL-201), een budgetversie van de oorspronkelijke Wii met minder ingebouwde hardware en minder USB-poorten. Ook is uit de Wii Mini de functie om verbinding te maken met het internet via wifi of LAN-kabel en de ondersteuning voor Nintendo GameCube-games verwijderd, maar ondersteunt het verder alle originele accessoires voor de Wii. In combinatie met de lancering in Nederland werd ook de Nintendo Selects-lijn gelanceerd met een paar laaggeprijsde games bedoeld voor onder andere de Wii Mini. De Wii Mini is volgens Nintendo vooral bedoeld voor mensen die de Wii-hit-games uit 2013 toch nog willen beleven.

## Wii U
Al sinds 2009 waren er geruchten dat er een opvolger van de Nintendo Wii zou komen. Uiteindelijk werd het pas in april 2011 bekendgemaakt dat er een opvolger zou zijn. Over de vernieuwingen is vrijwel nog niets bekendgemaakt. Wel liet Nintendo weten dat 'Project Café' (codenaam) de kracht van Sony's PlayStation 3 zal evenaren en dat de mensen een eerste keer met de console kunnen kennismaken in juni 2011. Ook zijn er bronnen die zeggen dat Project Café de AMD R700 GPU-architectuur zou krijgen en een aangepaste IBM PowerPC-processor. Nintendo heeft de console op de E3 van 2011 bekendgemaakt.

## Andere spelcomputers van dezelfde generatie
Andere spelcomputers van dezelfde generatie als de Nintendo Wii zijn Microsofts Xbox 360 en Sony's PlayStation 3. Vanwege de sterke concurrentie slaat Nintendo met de Wii een nieuwe en andere richting in dan Sony en Microsoft, om zo minder concurrentiegevoelig te zijn.
De Wii won enorm aan populariteit en verkocht in 2006 ruim 101 miljoen stuks. Mede dankzij deze goede verkopen gingen gamestudio's meer geloven in de Wii. In de beginperiode had de spelconsole nogal last van de zo gevreesde "quick-cash-microbe", er werden goedkope titels gemaakt om snel geld te kunnen verdienen (ook wel bekend als: Shovelware), maar dit verbeterde na verloop van tijd. Inmiddels is de Wii een sterk handelsmerk geworden en blijft het goed verkopen.

## Gezondheidsklachten
Na de release van de Wii zijn er verschillende meldingen gekomen van lichamelijke klachten, ook wel wiiitis genoemd. Door het gebruik van de motioncontroller, kan de gebruiker klachten krijgen die lijken op die van een tenniselleboog.